# Chalepides comes
Chalepides comes är en skalbaggsart som beskrevs av Heinrich Bernward Prell 1936. Chalepides comes ingår i släktet Chalepides och familjen Dynastidae. Inga underarter finns listade i Catalogue of Life.